# Легат Оливере Радојковић Чоловић
Легат Оливере Радојковић Чоловић је збирка материјалних и културних добара коју чини велики број личних предмета стручњака југословенске анестезиологије и реанимације Оливере Радојковић. Легат је отворен 2016. године у Народном музеју Краљева.

## Живот и каријера Оливере Радојковић Чоловић
Оливера Радојковић Чоловић рођена је 21. маја 1929. године у селу Дракчићи поред Краљева. Дипломирала је на Медицинском факултету у Београду 1954. године, а постдипломске студије је завршила у Београду и Копенхагену. Примаријус је постала 1975. године, а 1980. године је докторирала у Београду. Радила је као анестезиолог у Тунису од 1962. до 1964. године, где је помагала и при обуци младих лекара. Радила је и три године у Холандији. Основала је Службу за анестезију у Железничкој болници у Београду, а затим је и болници на Бежанијској коси била шеф одељења за анестезиологију и радиологију. До пензионисања је радила на Неуролошкој клиници у Београду.
Оливера Радојковић Чоловић је започела да прикупља уметничка дела још током студија. Народном музеју Краљева даровала је 1986. године збирку српских икона из 19. века. Захваљујући пријатељству са Мирком Почучем поклонила је Музеју његову Спомен-збирку, која садржи портрете и аутопортрете уметника. У основној збирци је било 40 дела, а данас их је 64. Радојковић Чоловић је Музеју поклонила и Збирку уметничких дела, са 120 дела. Мањи део овог легата је презентован у Галерији Народног музеја 2005. године. Остатак колекције је стигао у Музеј након њене смрти 2010. године.

## О легату
Својим тестаментом из 2006. године Оливера Радојковић Чоловић је одлучила да Народном музеју у Краљеву остави и породичну кућу у Карађорђевој улици бр. 98. Музеју је завештала и сву покретну имовину која се налазила у кући, затим антиквитетни намештај и антиквитете у сребру, стаклу и порцелану  и уметничка дела која су се налазила у породичној кући, као и у стану у Београду. Услов је био да кућа буде претворена у легат и да служи за сталну поставку дела поклоњених предмета.
Народни музеј Краљева је у знак захвалности 2012. године у простору Сталне поставке презентовао део уметничких дела и покућства из Легата. Током обележавање Европске ноћи музеја у мају 2016. године, кућа Чоловића је отворена као кућа-легат. У састав легата, поред породичне куће, улази укупно 530 предмета. У уметничку збирку је ушло укупно 138 дела (114 графика, слика и цртежа и 24 иконе на стаклу и платну). Етнолошку збирку чине 324 предмета покућства и 35 делова намештаја, а Историјску збирку 33 предмета (породичне фотографије, одликовања, награде).

### Уметничка збирка
Први део ове збирке чини збирка од 24 српске иконе из 19. века, који је Радојковић Чоловић поклонила Музеју 1986. године. Ова збирка садржи 13 уља на платну и 8 темпера на стаклу. Иконе потичу са простора северно од Саве и Дунава, углавном из Баната. Други део збирке је Спомен-збирка Мирка Почуче, која данас обухвата 64 дела и садржи портрете и аутопортрете уметника. Збирку уметничких дела Радојковић Чоловић је уступила Музеју две деценије касније. Она обухвата 114 дела од 20 различитих уметника. У њој се налазе радови Ксеније Дивјак, Марија Маскарелија, Петра Добровића, Даде Ђурића, Миће Поповића, Мила Милуновића, Љубице Цуце Сокић, Свете Лукића, Шане Лукић, Боже Илића, Данице Антић, Моме Капора, Ане Почуче, Лидија Мацуре, Реље Пенезића, Васе Доловачког, Љубице Мркаљ, Славице Вучковић и Стоје Рађеновића.

### Збирка покућства и намештаја
Збирка садржи 354 предмета покућства, као и 35 комада намештаја. Изложени су предмети употребне и декоративне намене од порцелана, керамике и стакла у комбинацији са различитим украсима од племенитих метала, осликани, који су настали у западноевропским радионицама 19. и 20. века. Најбројнији део ове збирке чини посуђе, пре свега сервиси за кафу и шоље. Међу предметима од стакла, којих укупно има 61, најзаступљеније су чаше. Керамика је заступљена у виду украсних предмета попут шољица, декоративних тањира, ваза и фигура. Намештај потиче из породичне куће Чоловића, укључујући столице, трпезаријски сто, ормане, витрине, нахткасне, фотеље, ћилиме, од којих је један подни ћилим пиротске радиности.

### Историјска збирка
Важан део ове збирке, која обухвата 33 предмета, чине предмети које је Оливера Радојковић Чоловић поклонила Музеју пре одлуке о настанку легата: медаље, двоглед са футролом, сат и фотографије. У састав збирке улазе и Оливерин споменар из гимназијских дана, као и повеље које је породица Чоловић добила у знак захвалности за вишедеценијско помагање друштава за чување споменика подигнутих у спомен на ратове вођене до 1918. године. Студијску збирку у оквиру Историјске збирке чини разнородна грађа, међу којима се налазе писма, разгледнице, фотографије, новогодишње честитке, телеграми, новине, лична документа, аудио-снимак сећања др Оливере Радојковић на Други светски рат, чланове породице итд. Оливерини родитељи су сачували бројне фотографија, као и 107 разгледница и 69 писама које су им слали Оливера и Милан Радојковић из различитих крајева света.

## Галерија
- Богородица са Христом, прва половина 19. века, Банат
- Мирјана Михаћ Србиновић, Портрет др Оливере Радојковић, 1982. година
- Ксенија Дивјак, Девојка са велом
- Реконструкција амбијента куће Чоловића у Холу Легата
- Друга сала Легата
- Историјат породице Чоловић у Холу Легата
- Шољица са тањирићем, Аустријско царство, око 1860. године
- Бокал, Бохемија, Чехословачка, око 1920. године